# Embrun
Embrun (okcitánsky Ambrun) je město ve Francii. Leží v Alpách u jezera Serre-Ponçon; v regionu Provence-Alpes-Côte d'Azur, départementu Hautes-Alpes. Má 6 703 obyvatel (rok 2007), kteří se nazývají Embrunais. Městem protéká řeka Durance.
Dominantou města je románsko-gotická katedrála Panny Marie z 12.–14. století. Nedaleko Embrunu se nachází národní park Écrins.

## Geografie
Sousední obce: Crots, Baratier, Saint-Sauveur, Puy-Saint-Eusèbe a Saint-André-d'Embrun.

## Osobnosti obce
- Albín z Embrunu, biskup (kolem 630)
- Henri Arnaud, protestantský pastor

## Panorama

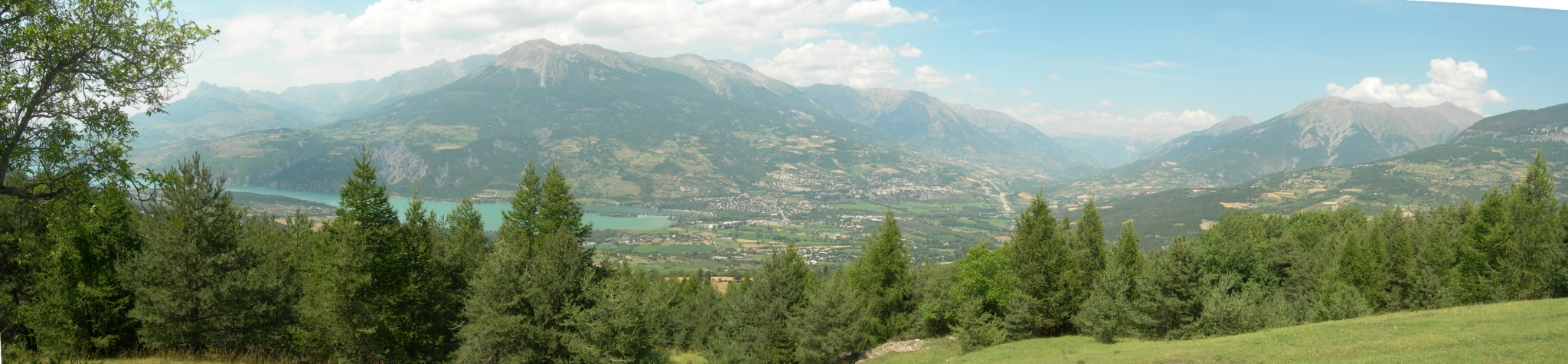
Panorama Embrunu

## Partnerská města
- Borgofranco d'Ivrea
- Zell unter Aichelberg